# Андреа Пизано
Андреа Пизано, настоящее имя Андреа д'Уголино да Понтедера (итал. Andrea Pisano, Andrea d'Ugolino da Pontedera; около 1290, Понтедера, Тоскана — около 1348, Орвието}}) — итальянский архитектор, скульптор, бронзолитейщик, чеканщик и художник-ювелир периода проторенессанса луккано-пизанской школы.

## Биография
«Андреа Пизанец» родился около 1290 года. Прозвание получил по месту обучения ремеслу скульптора или, что вероятнее, по примеру других мастеров, работавших в Пизе. Из достоверных документов следует, что Андреа был сыном нотариуса Уголино ди Нино, работавшего в городе Понтедера, недалеко от Пизы (по иным источникам — сын архитектора и скульптора Томмазо Пизано), и поэтому, как это было принято в то время, он упоминается с названием города, в котором работал, поскольку его родной город мало известен. В документах Андреа всегда определяет себя как «де Пизис» (de Pisis, da Pisa, или pisano). Он родился, вероятно, около 1290 года и, вероятно, обучался в мастерских ювелиров и скульпторов Пизы в то время, когда доминировало творчество Джованни Пизано. Первой приписываемой ему работой является серебряное Распятие из собора Масса Мариттима, подписанное «Meus et Gaddus Ceo Andreasque magistri Pisis». Как и многие художники его времени, он также пробовал себя в скульптуре из бронзы, камня и дерева, а также в качестве архитектора.
За свои навыки в литье и обработке бронзы Андреа был приглашён во Флоренцию, где Вазари приписал ему дарохранительницу с изображениями Иоанна Крестителя и двух ангелов флорентийского Баптистерия, а также некоторые мраморные статуи на фасаде собора Санта-Мария-дель-Фьоре: на этом большом и новаторском архитектурном и скульптурном объекте Андреа совершенствовал своё мастерство, знакомясь с творчеством Джотто, с которым он далее сотрудничал на протяжении многих лет.
Позолоченные бронзовые двери для флорентийского Баптистерия Сан-Джованни — один из первых крупных заказов, выполненных Пизано (1330—1336) во Флоренции. Они украшены 28 барельефами, со сценами из жизни Иоанна Крестителя и изображениями Пороков и Добродетелей. Изначально двери находились на восточной стороне баптистерия напротив собора, в настоящее время — в южном портале баптистерия. Андреа первым применил квадрифолий, четырёхлепестковое обрамление, образованное наложением двух квадратов под углом в 45° (углы одного квадрата закругляются и получается четырёхлистник). На дверях имеется надпись: «ANDREA UGOLINI NINI DE PISIS».
Андреа также трудился вместе с Джотто над скульптурным оформлением кампанилы (колокольни) флорентийского Собора. После смерти мастера (1337) и до 1348 года он был руководителем всех работ. Андреа Пизано создал многочисленные рельефы для основания, возможно, вдохновленные самим Джотто, которые демонстрируют типично джоттовские пространственные решения. Мраморные рельефы нижнего яруса выполнены им по рисункам Джотто. Для интерьера баптистерия Андреа также выполнил небольшие мраморные скульптуры (Христос и Святая Репарата), а для колокольни — круглые рельефы с изображениями царей Давида и Соломона, пророков и сивилл.
Однако Андреа Пизано был отстранён от работ над кампанилой «за напрасный труд». В 1343 году он вернулся в Пизу, где в его мастерской, как и во Флоренции, работали его сыновья Нино и Томмазо, он выполнил надгробный памятник архиепископу Симоне Сальтарелли в церкви Санта-Катерина и внушительную конструкцию кувуклии, расположенную на нескольких уровнях (ныне их четыре из-за повреждений, нанесённых пожаром XVII века).
В Пизе, по сведениям Лоренцо Гиберти, он также начал работы в небольшом оратории Санта-Мария-делла-Спина. Мастерская Андреа Пизано, вероятно, располагавшаяся недалеко от древней церкви Сан-Лоренцо-алла-Ривольта (где теперь находится фонтан на площади Пьяцца Мартири делла Либерта).
По его чертежам были сооружены замок Скарперия в Муджелло, у подножия Апеннинских гор, баптистерий в Пистойе. Ему же приписывают чертёж арсенала в Венеции.
В 1347 году Андреа Пизано был назначен главным мастером строительства собора в Орвието. В этом городе он, вероятно, и умер во время эпидемии чумы 1348 года. Известно, что в 1349 году должность главного строителя перешла к его сыну Нино Пизано, и дальнейших известий об Андреа нет. Тело Андреа перевезли во Флоренцию и похоронили в соборе Санта-Мария-дель-Фьоре.
Андреа Пизано считается основателем луккано-пизанской школы скульптуры. Его учениками и продолжателями были сыновья Нино Пизано и Томмазо Пизано, а также Джованни ди Бальдуччо, который, вероятно, также обучался в его мастерской.

## Галерея

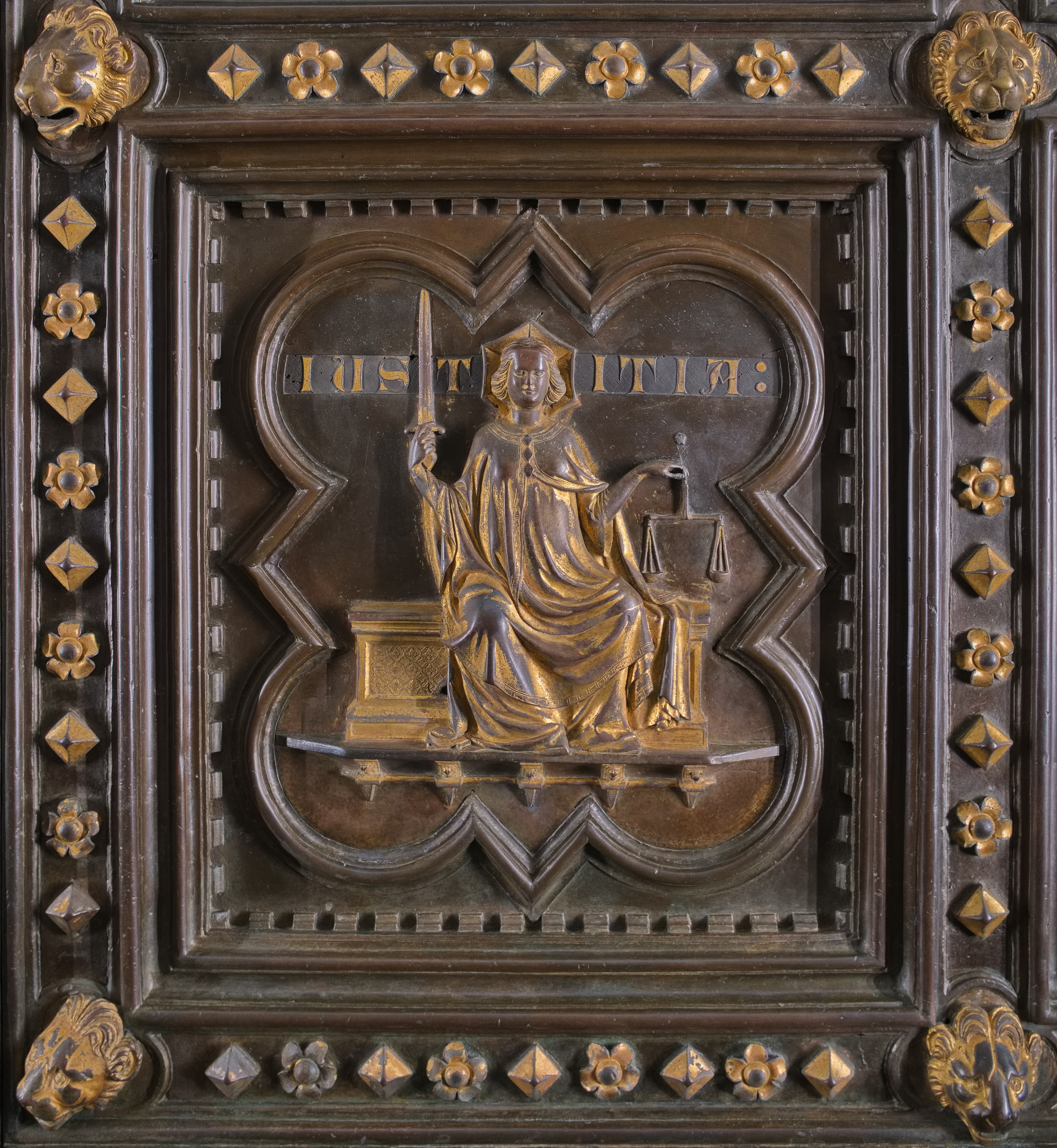
Юстиция. Барельеф южных дверей Флорентийского баптистерия. 1330–1336. Бронза
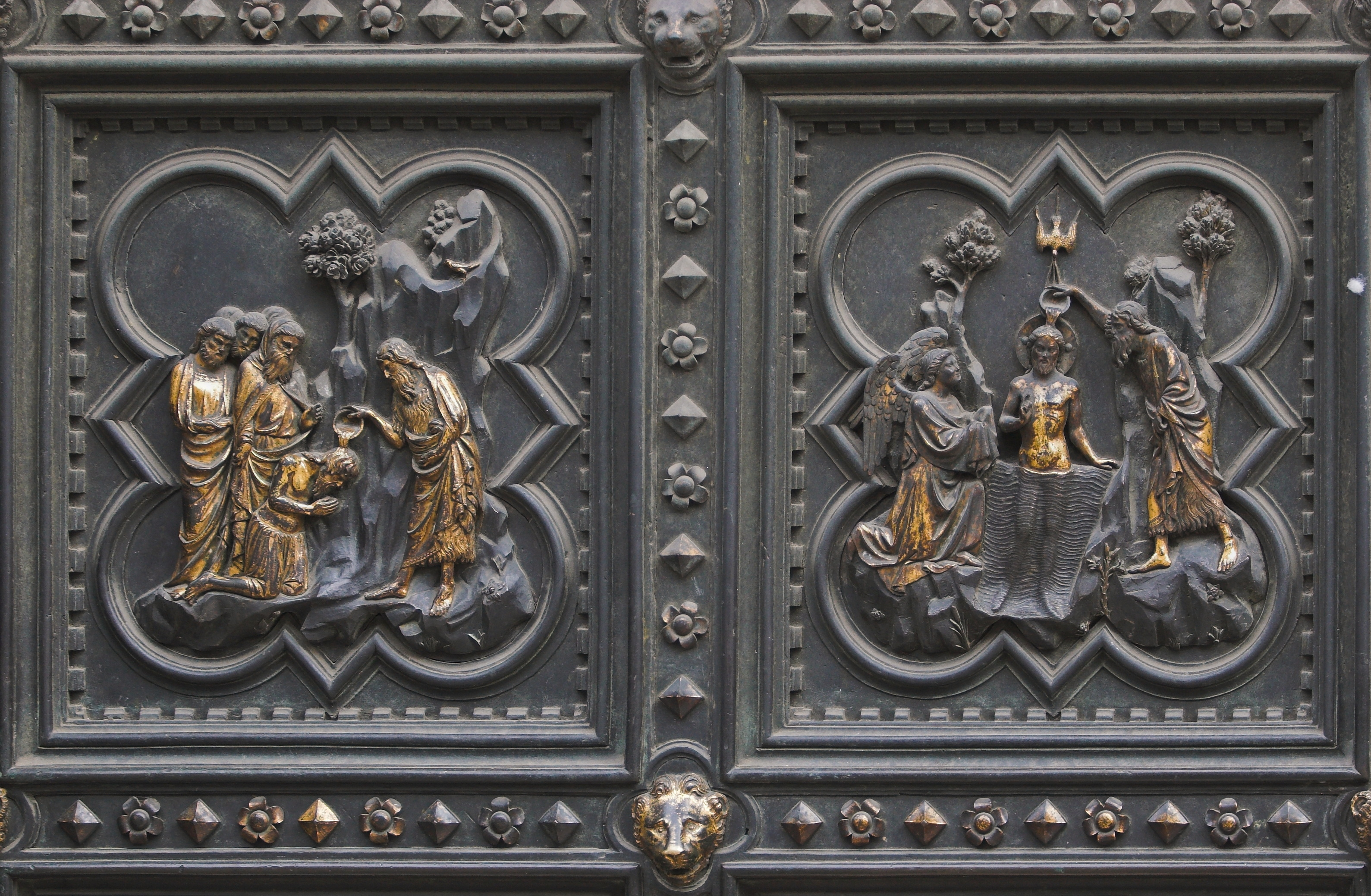
Две панели южных дверей Флорентийского баптистерия. 1330–1336. Бронза
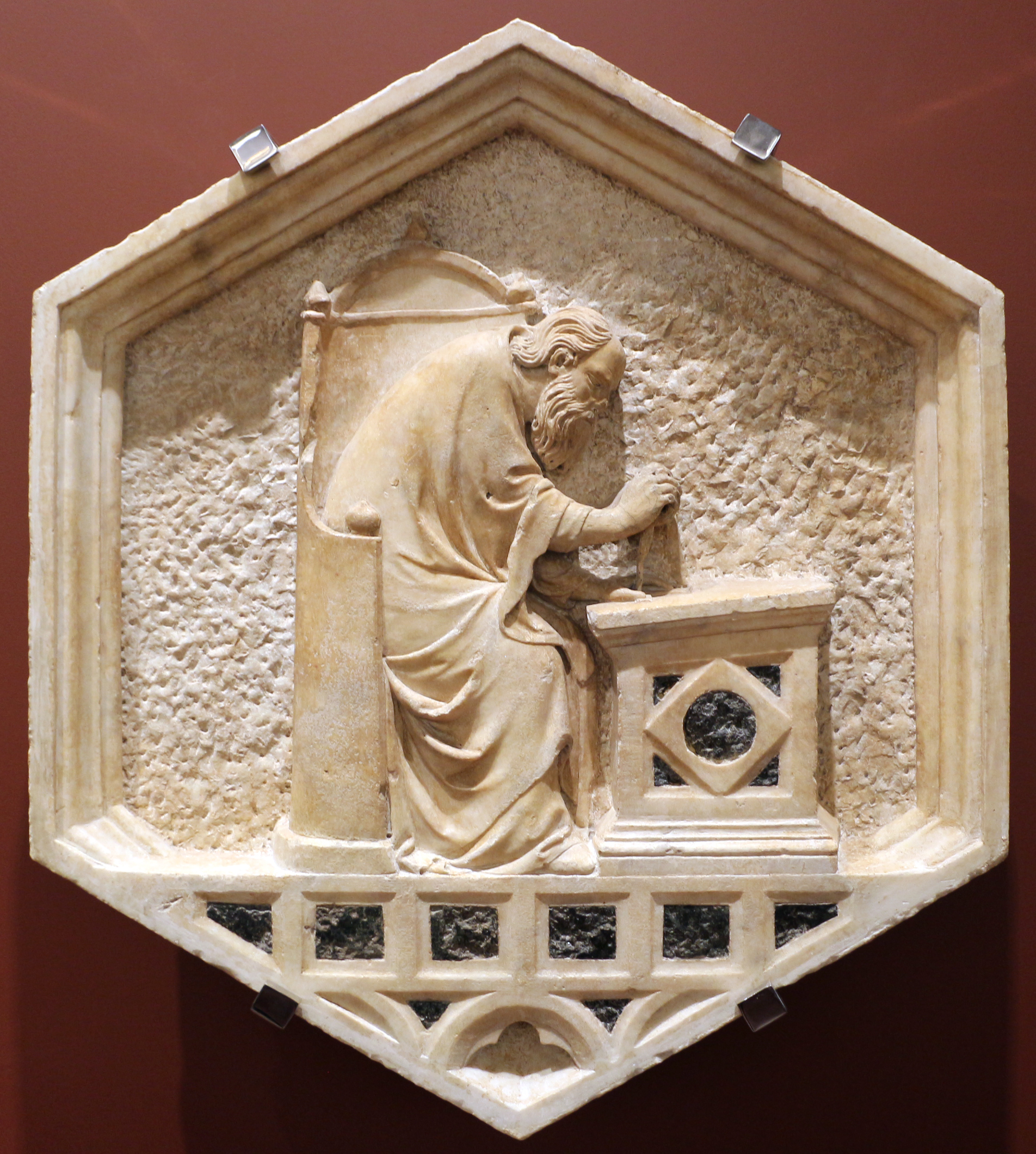
Андреа и Нино Пизано. Архитектура. Барельеф кампанилы Флорентийского собора. 1348—1350. Мрамор. Музей произведений искусства Собора, Флоренция
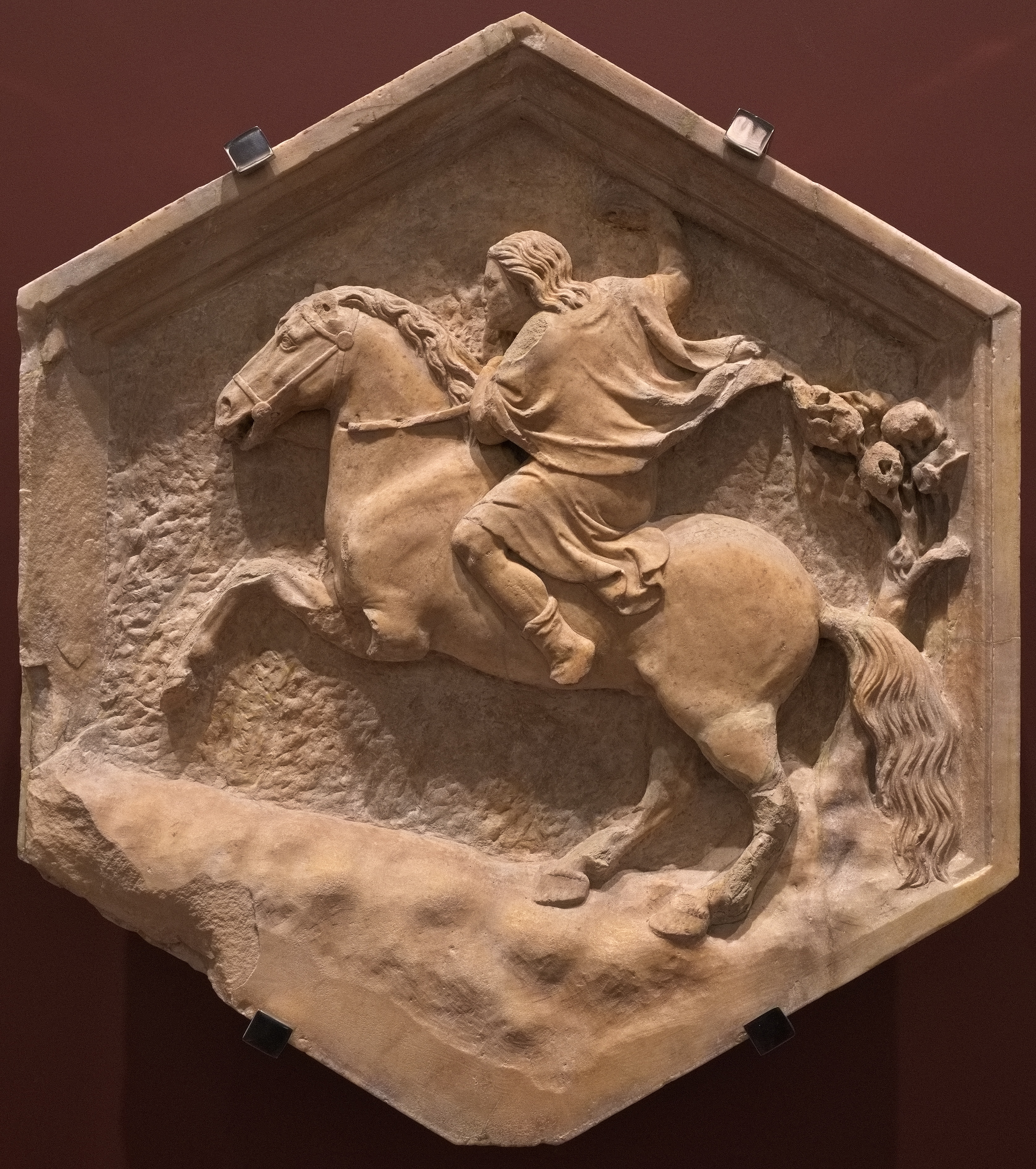
Всадник. Барельеф кампанилы Флорентийского собора. 1348—1350. Мрамор. Музей произведений искусства Собора, Флоренция
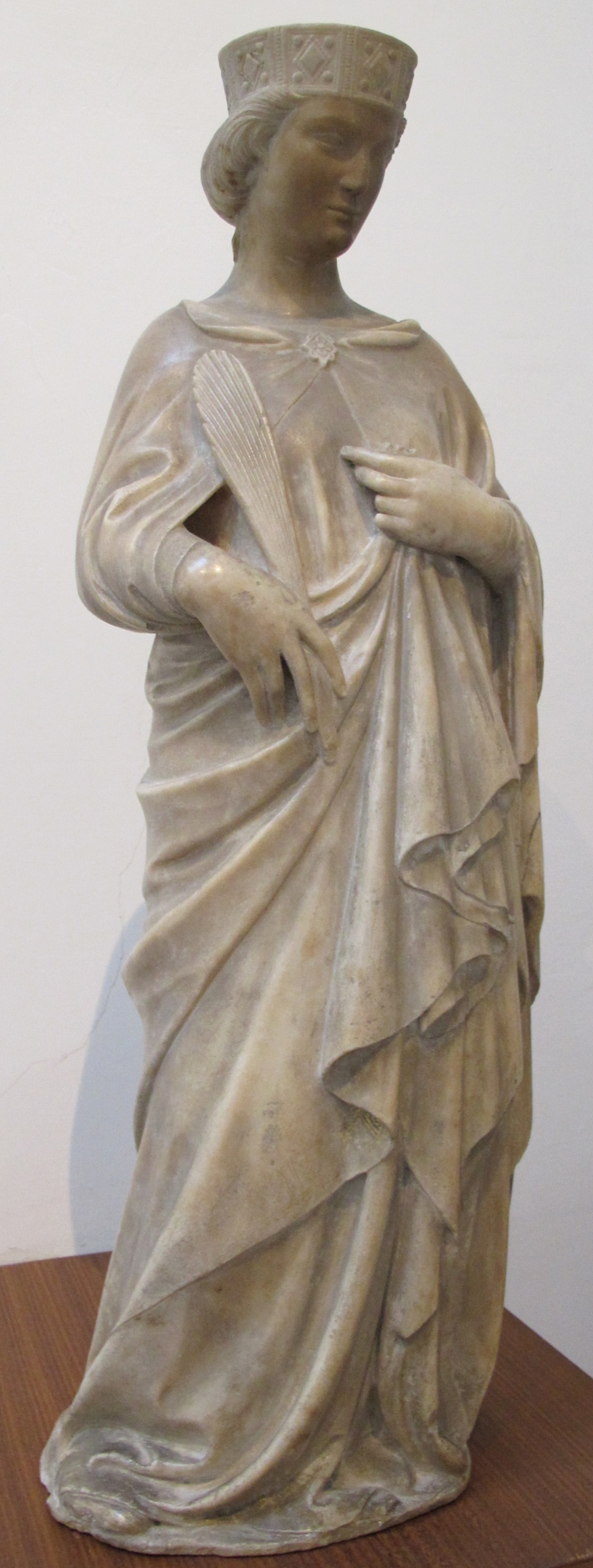
Святая Репарата. Ок. 1340. Мрамор. Музей произведений искусства Собора, Флоренция
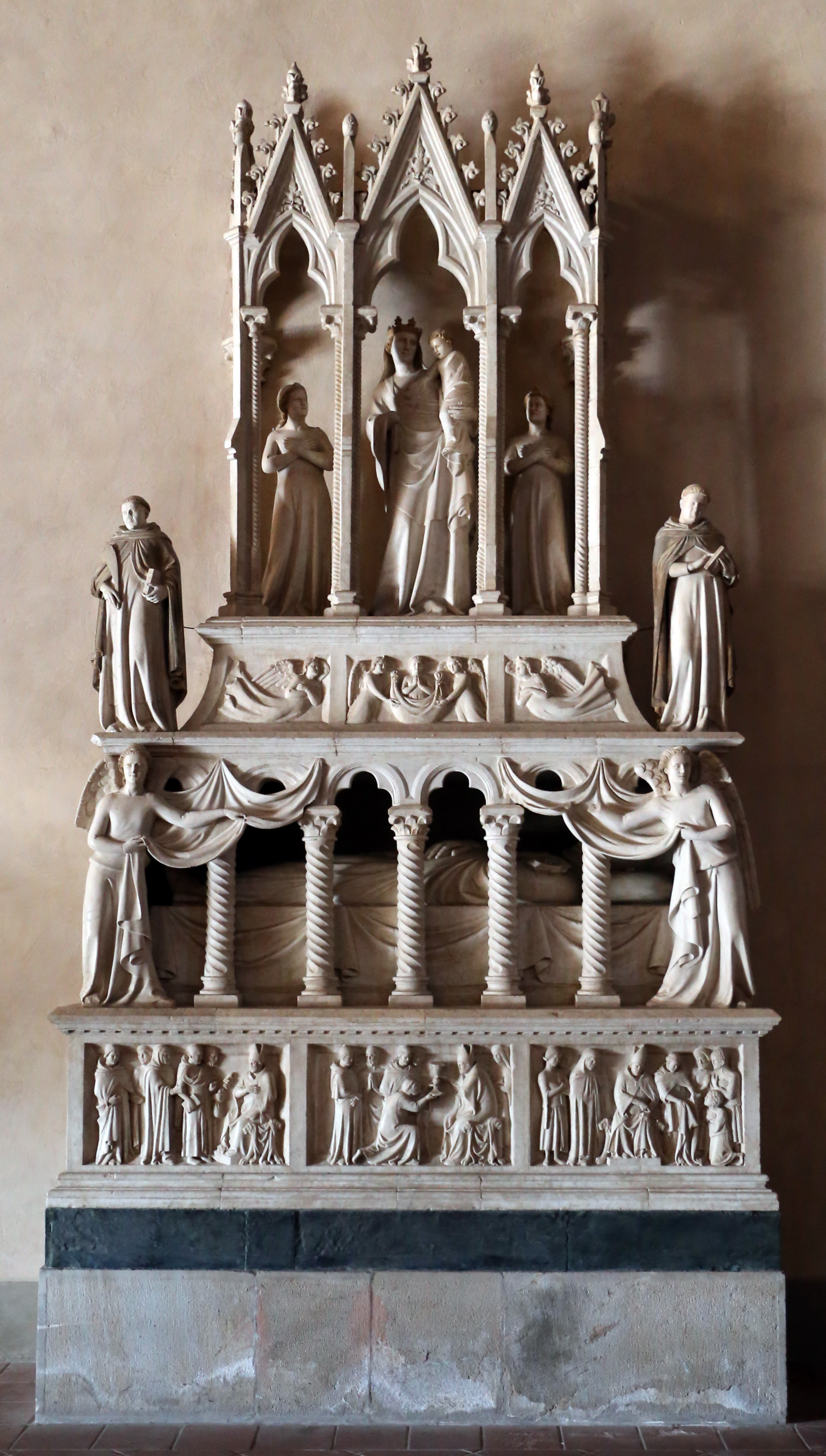
Андреа и Нино Пизано. Надгробие архиепископа Симоне Сальтарелли в церкви Санта-Катерина. 1342. Мрамор. Пиза
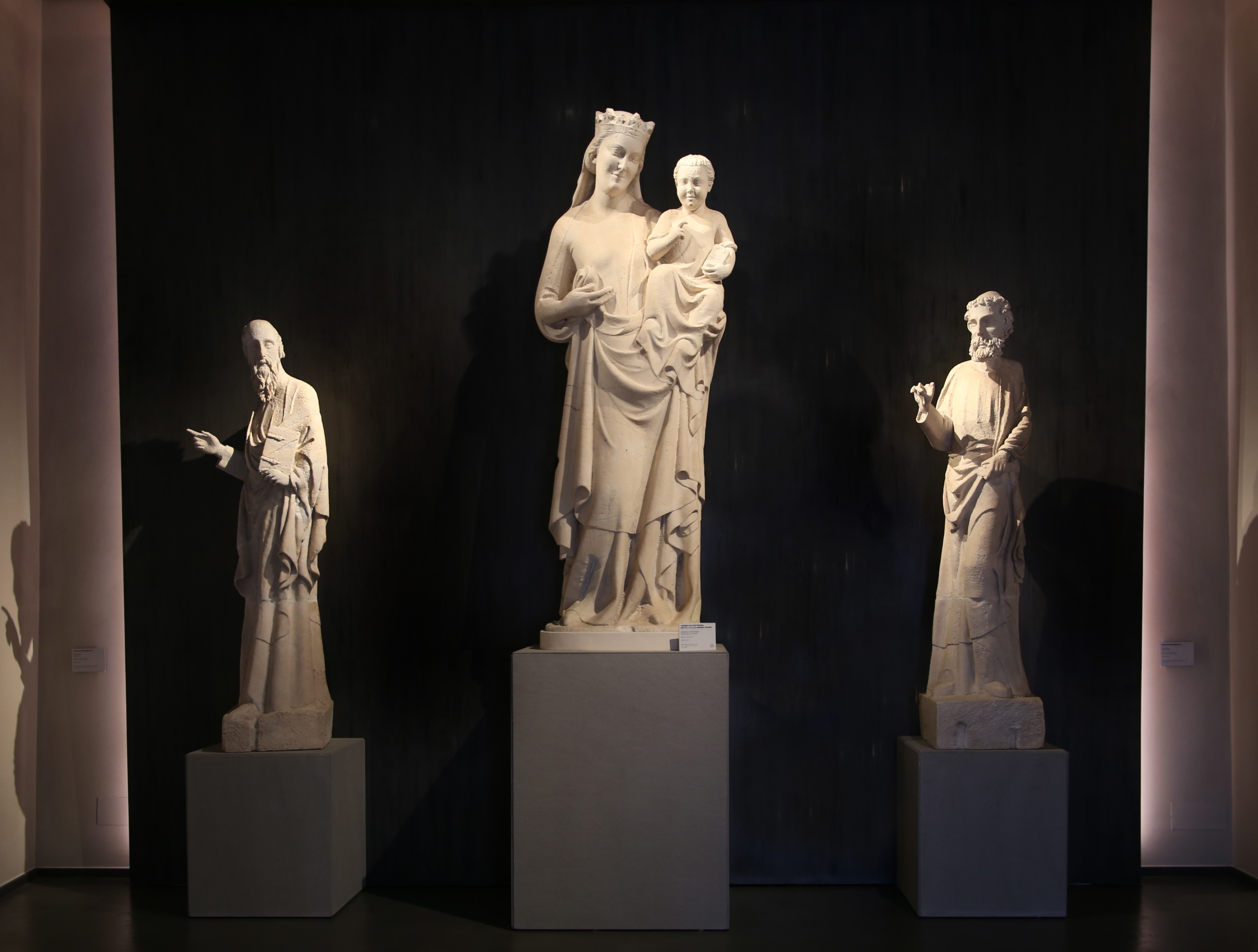
Мадонна с Младенцем, святые Пётр и Павел. Скульптуры фасада кафедрального собора в Пизе. 1345—1347. Мрамор. Музей произведений искусства Собора. Пиза
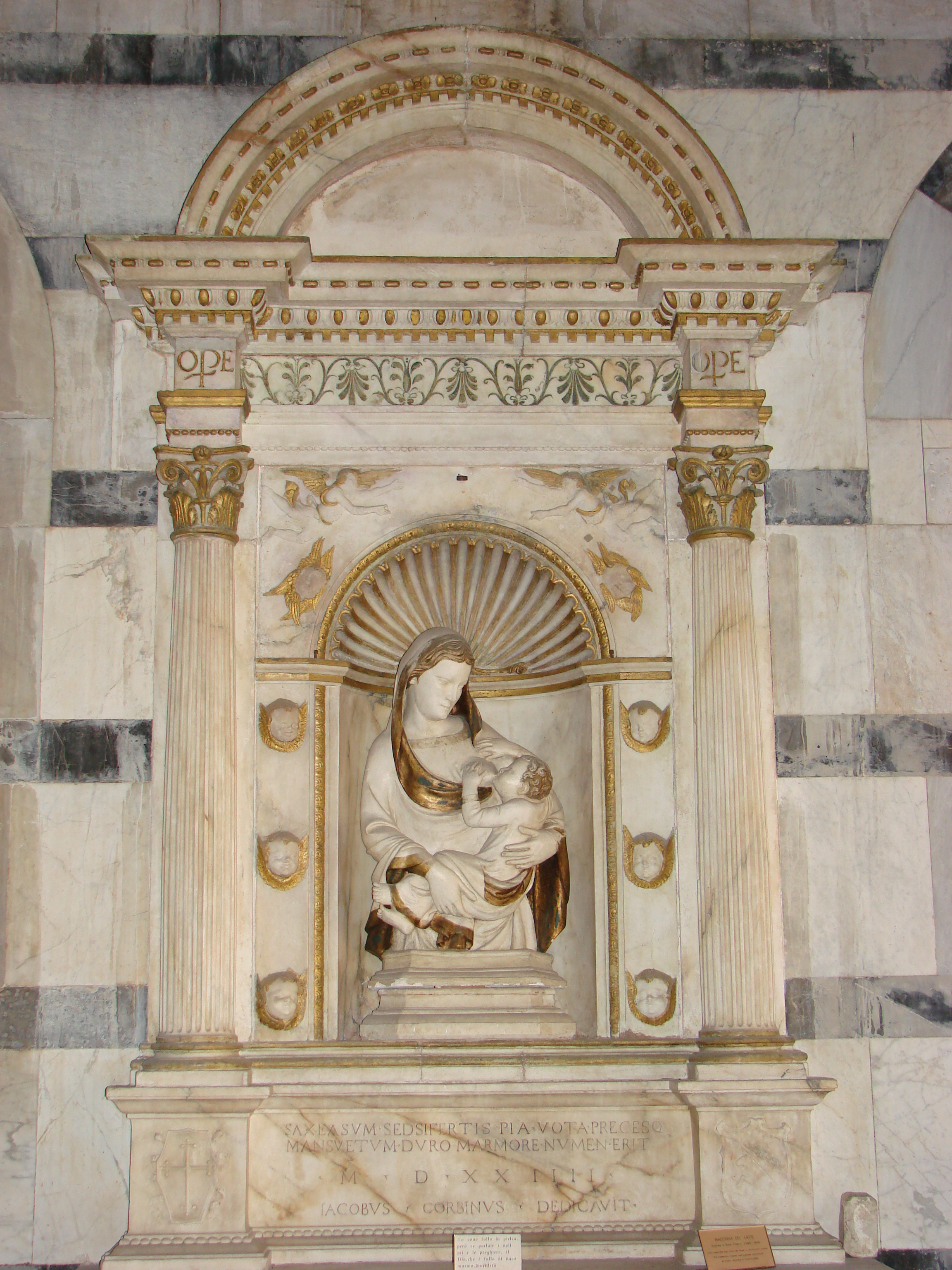
Мадонна дель Латте (Млекопитательница). Копия. Ораторий Санта-Мария-делла-Спина, Пиза
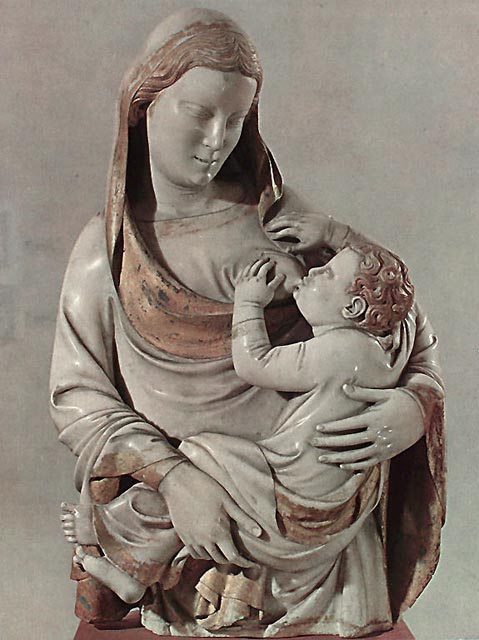
Андреа и Нино Пизано. Мадонна дель Латте (Млекопитательница). Между 1346 и 1348. Мрамор, роспись. Скульптура оратория Санта-Мария-делла-Спина. Музей Сан-Маттео, Пиза
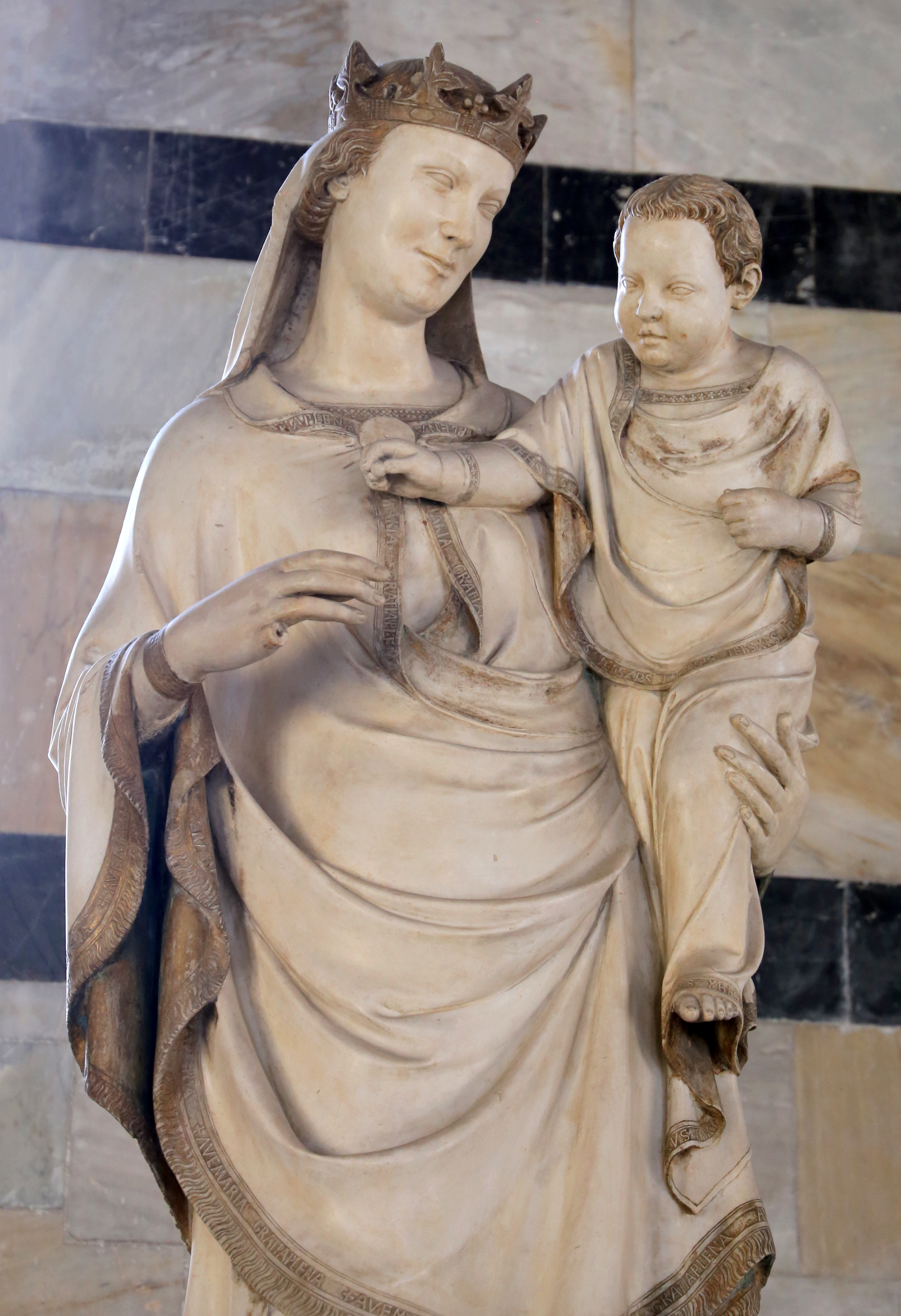
Андреа и Нино Пизано. Мадонна с Младенцем. 1345—1348. Мрамор, золочение. Интерьер оратория Санта-Мария-делла-Спина, Пиза
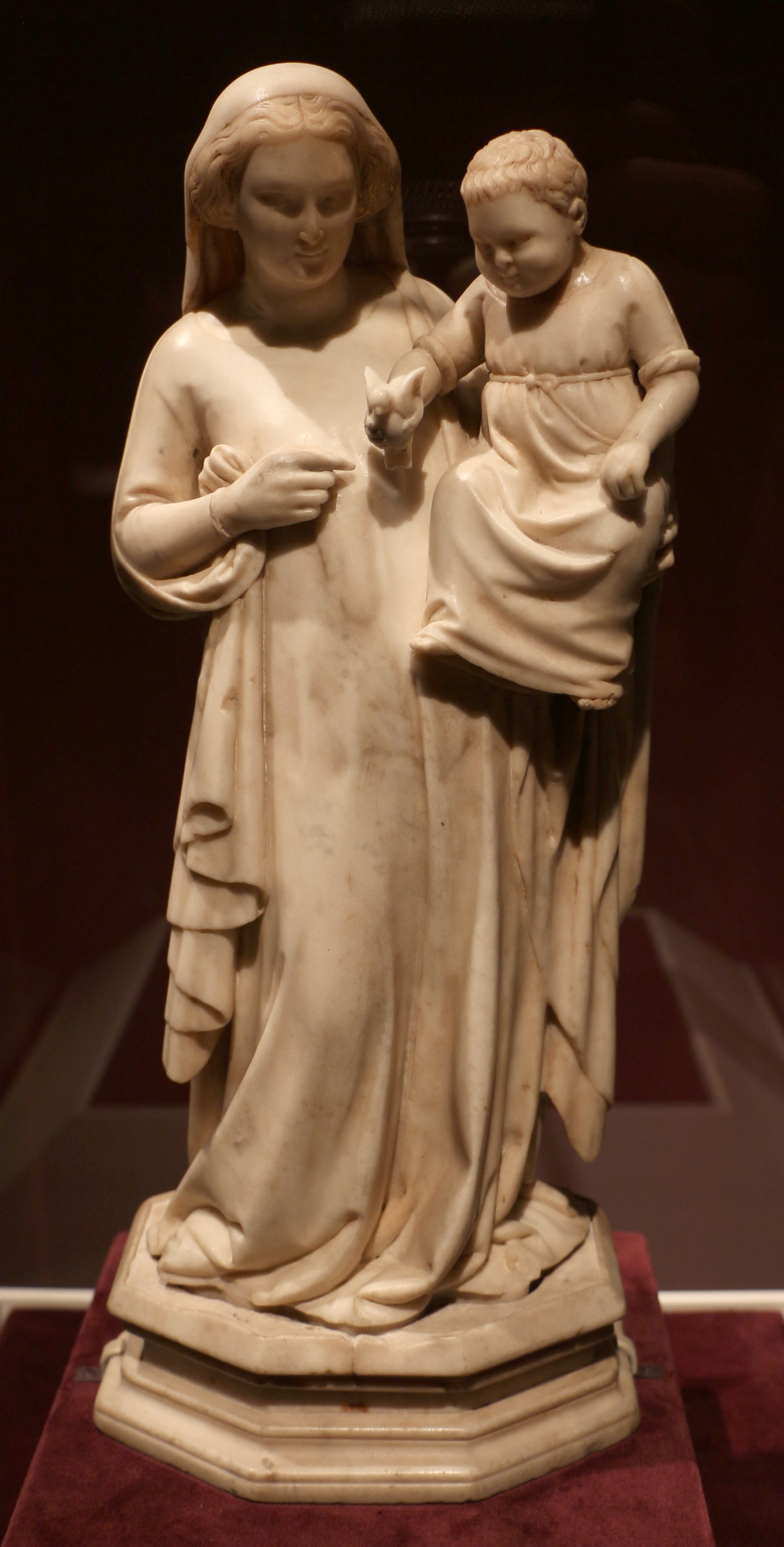
Mадонна с Младенцем. 1330—1349. Мрамор. Художественный музей Кливленда, США
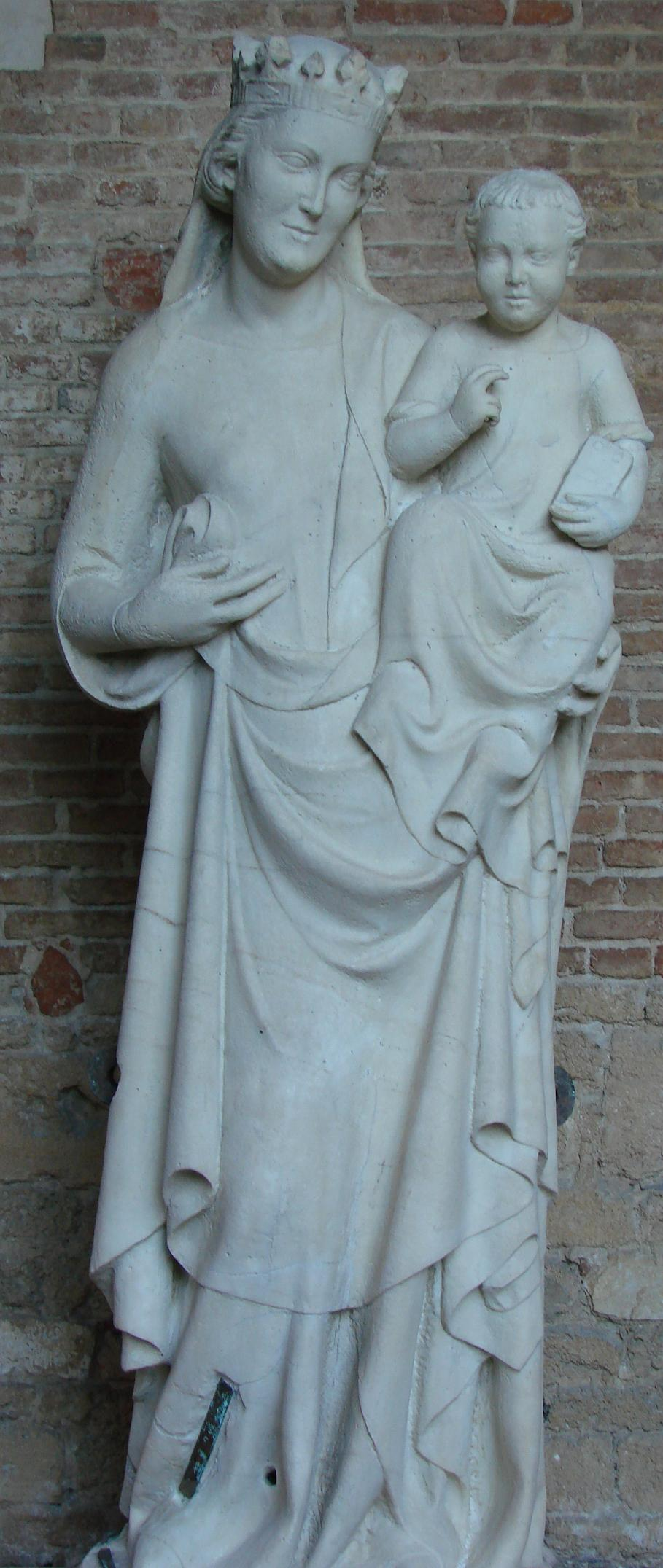
Mадонна с Младенцем. Скульптура кафедрального Собора в Пизе. 1345—1347. Мрамор
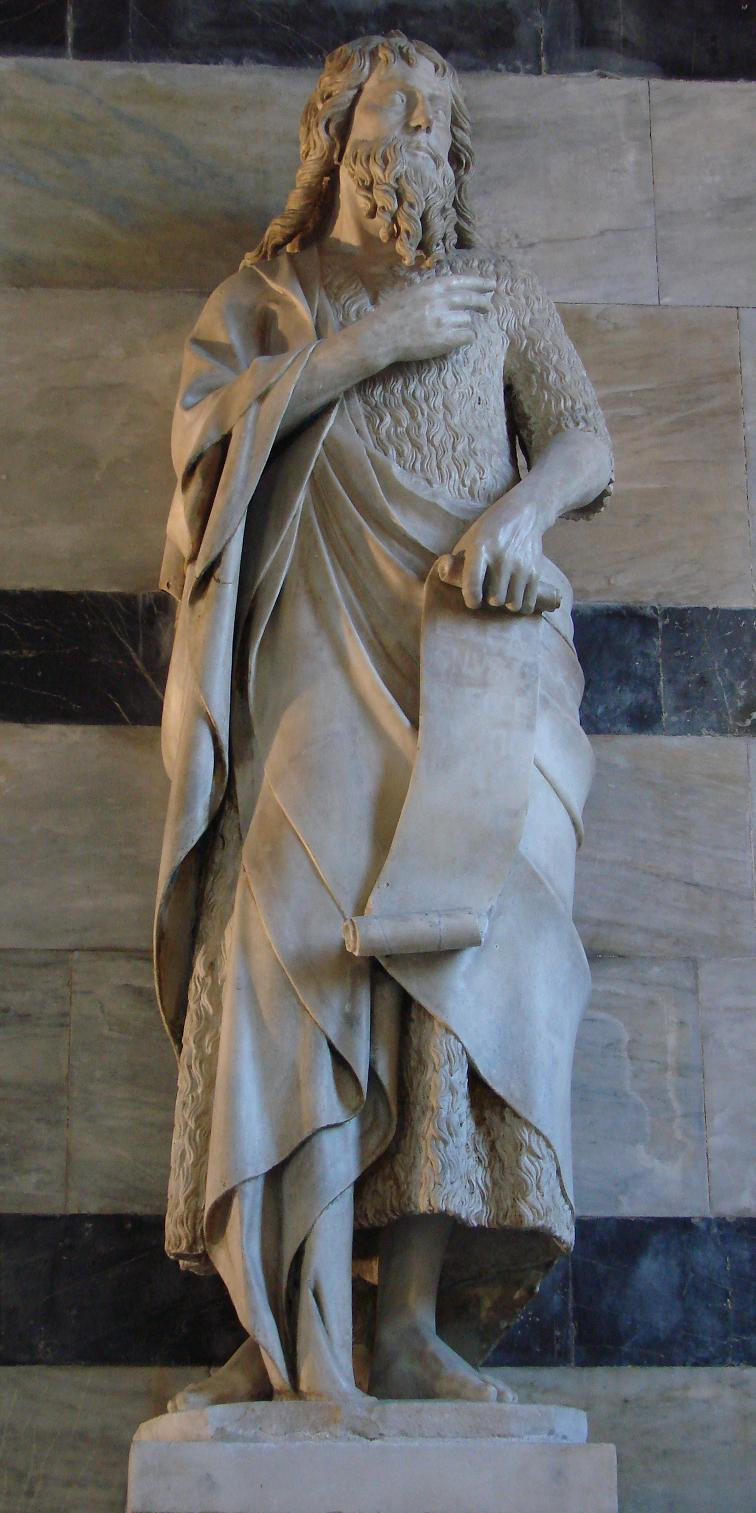
Святой Иоанн Креститель. Мрамор. Ораторий Санта-Мария-делла-Спина, Пиза